# The Magic Shoemaker
The Magic Shoemaker is het enige muziekalbum van de Britse muziekgroep Fire. In 2008 volgde na een kleine reünie het livealbum onder dezelfde naam.
Het album is opgenomen in de Pye Studios is Londen in januari 1970 en bevat elementen van progressieve rock, psychedelische rock en punk. Het album vertelt een verhaal over een schoenmaker, die een schoen maakt met magische krachten en zodoende een koninkrijk redt. De composities worden bijna allen voorafgegaan door een gesproken tekst van Lambert met op de achtergrond een soort hoorspelgeluiden. De versie van 2008 bevat tevens de twee singles, die ooit door de band zijn uitgegeven, zonder succes in Nederland (aangegeven met [*]).

## Musici
- Dave Lambert – gitaar, percussie, piano, orgel en zang;
- Bob Voice – slagwerk, percussie, zang
- Dick Dufall – basgitaar, zang

## Composities
1. Children of imagination
2. Tell you a story
3. Magic shoes
4. Reason for everything
5. Only a dream
6. Flies like a bird
7. Like to help you if I can
8. I can see the sky
9. Shoemaker
10. Happy man am I
11. Children of imagination
12. Father’s name is dad [*]
13. Treacle toffee world [*]
14. Round the gum tree [*]
15. Tootie Ruthie [*]